# みずほ銀行前本店ビル
みずほ銀行前本店ビル（みずほぎんこう ぜんほんてんビル）は、東京都千代田区丸の内一丁目に所在したオフィスビルである。2014年までみずほ銀行が本店機能を置いていた。

## 歴史
1974年に、日本興業銀行本店として竣工。2002年に第一勧業銀行・富士銀行との経営再編によりみずほコーポレート銀行の本店となる。2013年7月1日にみずほコーポレート銀行が旧みずほ銀行を吸収合併し、商号をみずほ銀行に変更した。引き続き本ビルに本店機能を置いたが、2014年5月7日に、近隣の大手町タワーに移転した。同年11月に、三菱地所により、南東に隣接する銀行会館、東京銀行協会ビルヂングと一体的に建替えられる計画が発表され、両ビルとともに2018年1月までに解体が完了した。三菱地所は同月より、跡地で「丸の内1-3計画」を着工した。2020年11月竣工し、みずほ丸の内タワーおよび銀行会館からなる高層棟と丸の内テラスで構成されるアネックス棟の2ビルとなった。みずほFG各社の本部機構は、順次大手町タワーと上記みずほ丸の内タワーに集約を予定している。

## 建築
設計は村野藤吾。建物は丸の内仲通りに沿って南北に長く、特徴的なデザインで「軍艦ビル」とも呼ばれた。南側はオフィス、北側は機械室となっており北端は永代通りに接している。外壁は赤褐色の鏡面仕上げの御影石張りで、オフィス部分には縦のスリット状の窓が設けられている。北端には道灌堀が横切っていた土地の記憶をとどめるため、下層部がカットされている。1975年には、日本建設業連合会主催の第16回BCS賞を受賞している。本ビルは村野の代表作のひとつであり、解体の際には建築構法などを調査し、建て替え後の新ビル内で模型や部材、資料などを公開する事を検討している。